# さだ企画
株式会社さだ企画（さだきかく、英語名称：Sada Planning Inc.）は、日本の芸能事務所。代表取締役社長は佐田繁理。事務所は東京都千代田区二番町に置かれている。

## 概説
元々は1976年11月にさだまさしがソロ・デビューするにあたって設立された（さだの話によればグレープ時代のヒット曲「無縁坂」とアルバム『コミュニケーション』の印税で作ったとのこと）個人事務所であり、社長もさだ自らが務めていたが、社長も実弟の繁理に交替している。
関連会社に、レコード原盤制作のフリーフライト、著作権管理の株式会社まさし、などがあり、さだの音源および著作権はすべて自前で管理している。

## 所属人物・グループ
さだまさしを筆頭に、過去・現在を通じてアーティストの他にスポーツ選手なども所属していた。
- さだまさし
- 佐田玲子
- 田尾安志（元プロ野球選手）-他事務所へ移籍
- 谷口拓也（プロゴルファー/JGTO）-フリーに転向
- チキンガーリックステーキ
- 中島千尋（プロゴルファー/LPGA）-フリーに転向
- 白鳥座 -活動停止
- 姫野真也 -引退
- 山田幸代 （ラクロスプレイヤー）

### 株式会社まさし所属
- 渡辺俊幸（2022-、作曲家・編曲家、さだの音楽プロデューサー）[2]